# Tomba d'Amarna 24
La tomba de l'antic Egipte del noble Paatenemheb coneguda com la Tomba d'Amarna 24, es troba en el grup de tombes conegudes col·lectivament com les Tombes Sud, prop de la ciutat d'Amarna, a Egipte.
Paatenemheb va ser «General» i «Majordom del Senyor de las Dues Terres». 
Aquesta tomba no està finalitzada ni té decoracions.